# Calviac
Calviac is een plaats en voormalige gemeente in het Franse departement Lot in de regio Occitanie en telt 202 inwoners (1999). De plaats maakt deel uit van het arrondissement Figeac.

## Geschiedenis
Calviac is op 1 januari 2016 gefuseerd met de gemeenten Comiac, Lacam-d'Ourcet, Lamativie en Sousceyrac tot de gemeente Sousceyrac-en-Quercy. 

## Geografie
De oppervlakte van Calviac bedraagt 25,6 km², de bevolkingsdichtheid is 7,9 inwoners per km².
De onderstaande kaart toont de ligging van Calviac met de belangrijkste infrastructuur en aangrenzende gemeenten.

## Demografie
Onderstaande figuur toont het verloop van het inwonertal.